# Francisco Jurado Gilabert
Francisco Jurado Gilabert és un jurista i activista espanyol.
Natural d'Úbeda, es va traslladar a Sevilla. Llicenciat en dret, va obtenir un màster en pensament polític per la Universitat Pablo de Olavide de Sevilla.
Actiu durant el 15M, va ser un dels fundadors en 2011 de Democracia Real Ya.
Investigador de l'Institut de Govern i Polítiques Públiques (IGOP) de la Universitat Autònoma de Barcelona, està especialitzat en «tecnopolítica». Va ser assessor del Grup Parlamentari de Podem al Parlament d'Andalusia, treballant amb Juan Moreno Yagüe. A l'octubre de 2019 es va anunciar la seva inclusió en la llista de la coalició electoral Més País-Equo de cara a les eleccions generals de novembre de 2019 com a número 2 per Màlaga.

## Obres
- Jurado Gilabert, Francisco. Nueva gramática política. De la revolución en las comunicaciones al cambio de paradigma.  Barcelona: Icaria & Antrazyt, 2014.[6]